# Pastorizia

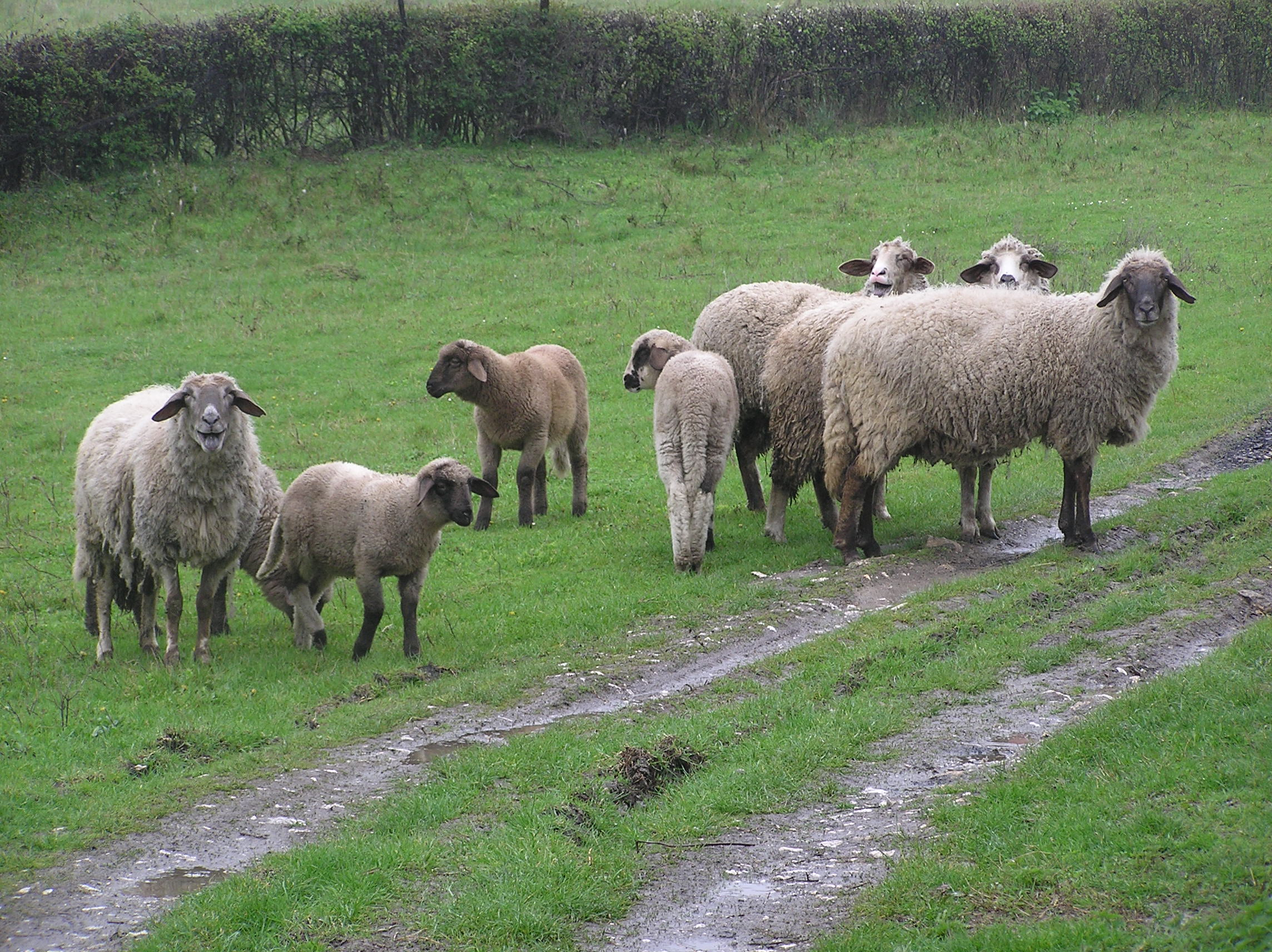
Pecore in Serbia

La pastorizia è una delle forme più antiche di allevamento, praticata con la maggior parte delle specie animali domestiche da reddito, principalmente ovini, caprini, bovini, ma anche suini, equini, cervidi, camelidi.
È l'attività principale dei popoli che vivono di economia pastorale.

## Descrizione

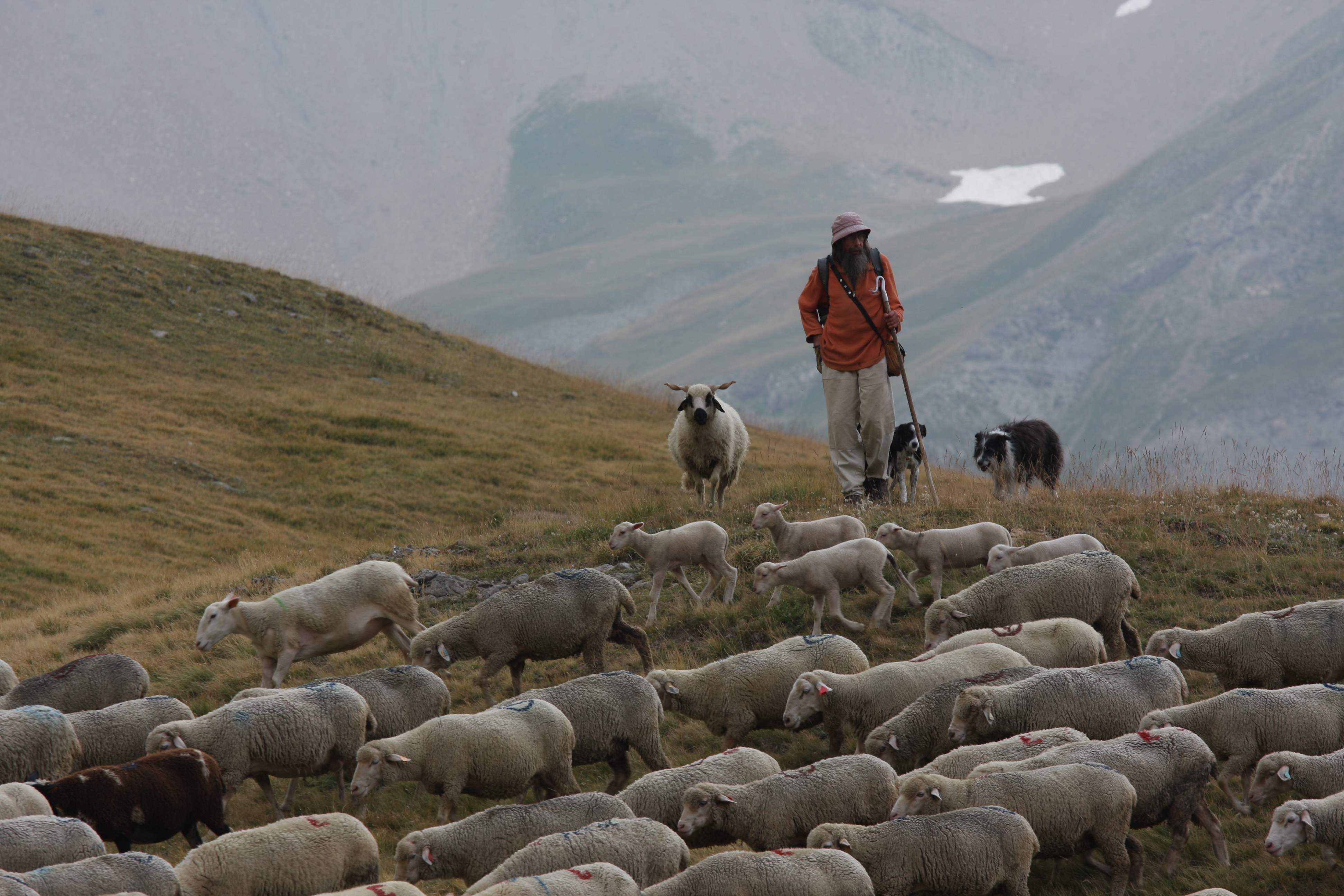
Pastore e gregge a Saut du Laire, nel Parco nazionale degli Écrins

La pastorizia si contraddistingue dall'allevamento classico in stalle o recinti perché gli animali bestiame si nutrono lasciati liberi in un ambiente naturale ovvero sono al pascolo allo stato brado anziché nutriti con risorse dell'allevatore; vi è una forte simbiosi che si instaura tra gli animali e il pastore, che si occupa di loro a tempo pieno, non limitandosi ad accompagnarli al pascolo, ma fornendo loro protezione dai predatori (anche con il tradizionale ausilio di cani), cure sanitarie, assistenza durante il parto ecc.; un'altra peculiarità di questo tipo di allevamento è che la persona che si occupa degli animali è generalmente la stessa che provvede alla trasformazione dei prodotti (dalla tosatura della lana alla produzione di derivati del latte); gli uomini preistorici usavano fortemente la pastorizia perché erano fondamentalmente nomadi.
La pastorizia aveva un ruolo centrale nelle economie e nelle società del passato: in Italia, dal secondo decennio del Novecento, le dimensioni degli allevamenti bradi cominciarono progressivamente a diminuire, tuttavia dopo mezzo secolo di progressiva riduzione vi è stata una vistosa inversione di tendenza; mentre alla fine degli anni settanta si considerava un fenomeno destinato a scomparire, legato allo sottosviluppo, oggi la pastorizia ha riacquistato una certa importanza anche in alcune aree moderne dell'Occidente; stando alle rilevazioni effettuate alla fine degli anni novanta, in Italia, il numero dei capi di bestiame è aumentato notevolmente: rispetto agli anni '70 il numero di pecore, ad esempio, ha registrato un aumento del 40%, passando da 7 a quasi 11 milioni di esemplari.

### Inquadramento storico

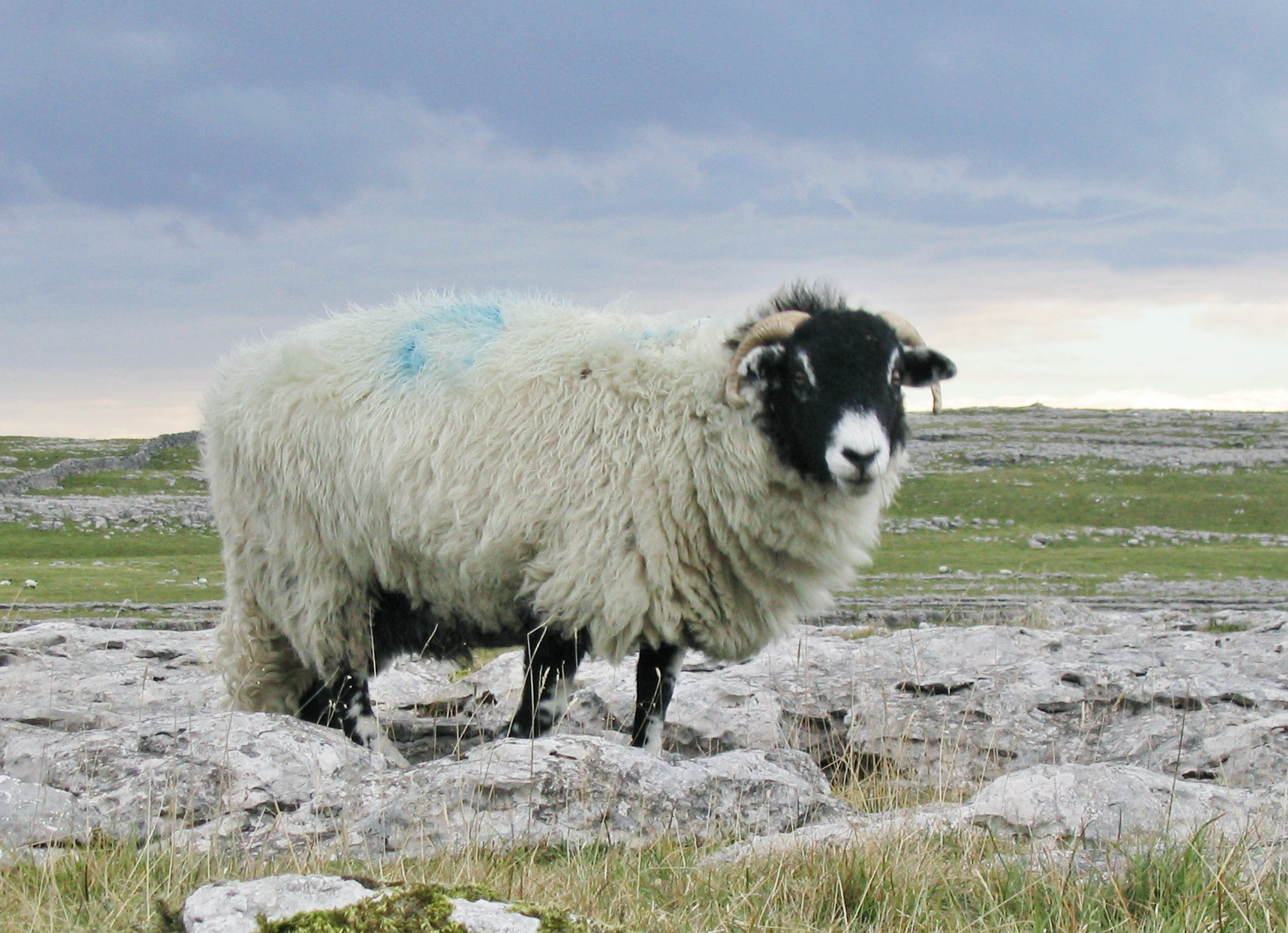
Ariete cornuto nello Yorkshire Dales, UK.

Una tradizione antichissima postula l'assoluta contrapposizione, quindi l'inevitabile conflittualità tra popolazioni pastorali e popolazioni agricole, le prime per necessità nomadi, le seconde inevitabilmente stanziali. Nel tempo si creò tra le due tipologie di popolazione una relazione quasi simbiotica, non solo di razzia, ma anche di scambi commerciali con il mondo agricolo ed urbano. Alcuni stati hanno cercato in tutti i modi di reprimere le popolazioni nomadi di pastori e queste hanno molto spesso dovuto elaborare delle strategie per sopravvivere. La conflittualità è attestata da cento vicende storiche, la più significativa, indubbiamente, la decisione di Gengis Khan, indotto dal consenso dei propri generali a distruggere, in tutta la Cina appena conquistata, argini e canali che alimentavano le risaie, per fare del Celeste Impero un solo pascolo per i cavalli, una decisione da cui il conquistatore sarebbe stato dissuaso da uno dei consiglieri, Yelu Ch'u-ts'ai, che avrebbe salvato la civiltà cinese allettando l'avidità del selvaggio capo dei mongoli dimostrandogli l'entità dei tributi che i cinesi, lasciati alle loro risaie, avrebbero potuto pagare al nuovo padrone.
All'alba della letteratura agraria Lucio Columella proclama la necessità di superare la conflittualità e propugna la cooperazione di agricoltura e allevamento che, uniti, moltiplicano le produzioni di entrambi, costituendo il letame degli animali allevati, e il lavoro dei buoi, condizioni di floridezza agricola, e offrendo, a sua volta, campi fecondi, abbondanza di fieno per alimentare convenientemente gli animali durante l'intero corso dell'anno

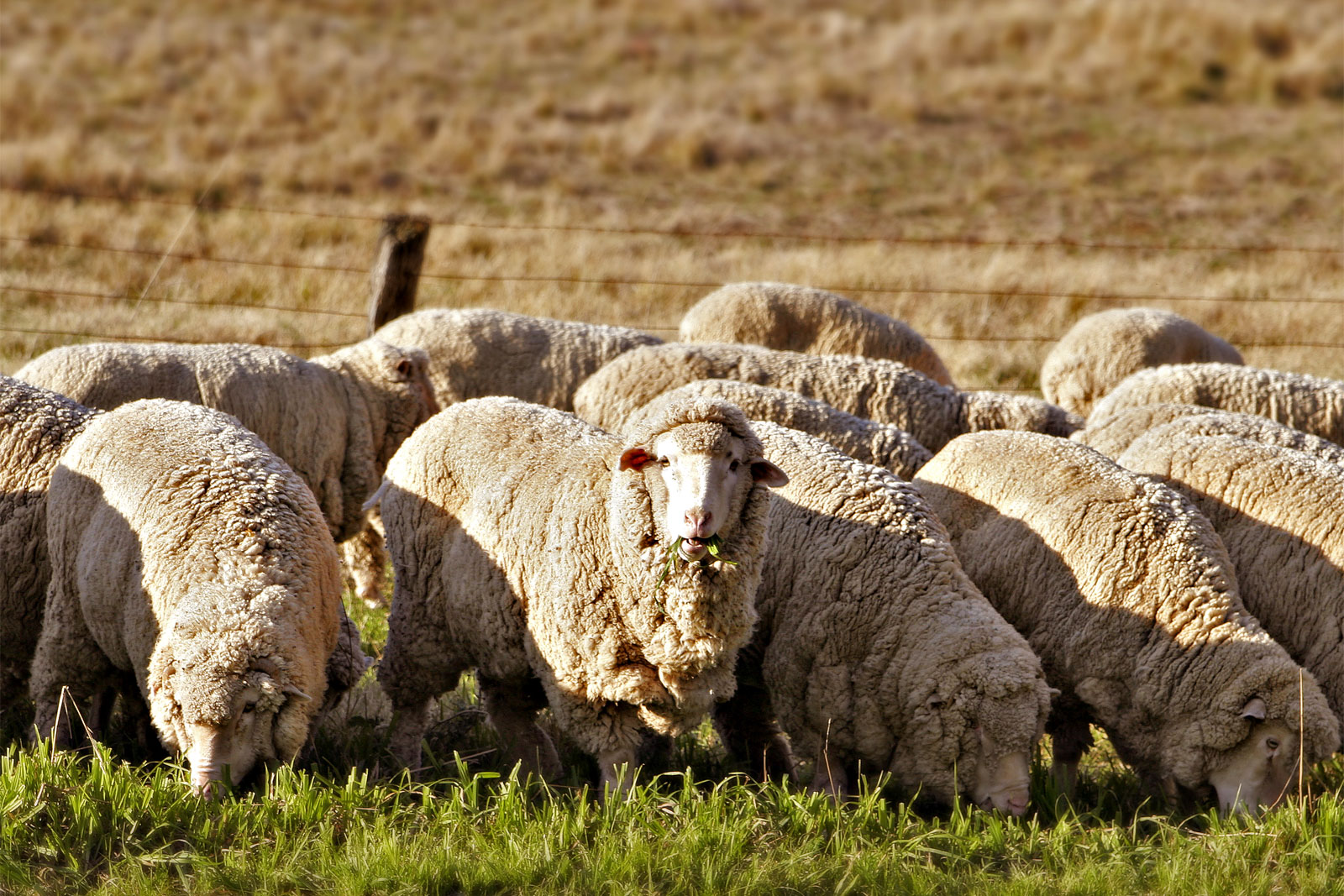
Pastorizia in Australia

Mentre, peraltro, l'allevamento agricolo si fonda sui foraggi dei campi, l'autentica pastorizia si fonda sui foraggi naturali di pascoli e savane, generalmente stagionali, tanto che la pastorizia si è avvalsa, sistematicamente, del mutamento stagionale dei pascoli mediante gli spostamenti definiti transumanza. Tutto il Mediterraneo, ha sostenuto il grande storico moderno Fernand Braudel, è un “mare di montagna”, attorno al quale tra coste e monti si svilupparono, per millenni, mille piste per la transumanza, i “tratturi”. In Spagna le Serranias e le Sierras, in Francia le Alpilles, in Italia il Gennargentu, i Peloritani, i Nebrodi, le Madonie, la Sila, il Gran Sasso, la Maiella, i Monti della Laga, l'Appennino tosco-emiliano, il gruppo del Baldo e i Monti Lessini, in Grecia il Monte Olimpo e il Parnaso, in Mauritania l'Atlante: su tutte le coste del Bacino è stato, d'inverno, un brulicare di animali, che l'estate salivano, lungo i tratturi, a quote tra i mille ed i duemila metri.

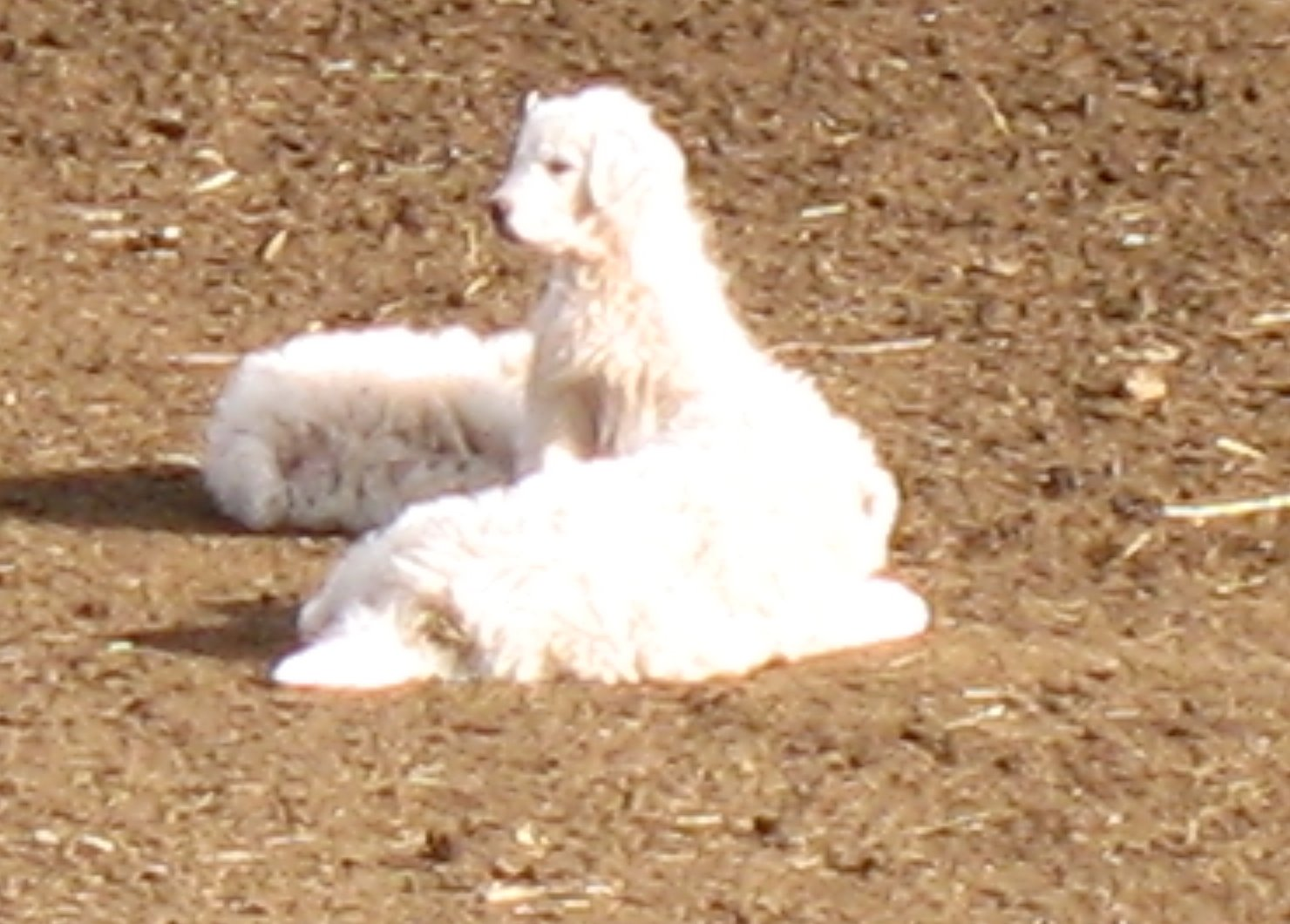
Cane da pastore maremmano-abruzzese

Quanti animali erano coinvolti nella migrazione tra ciascuna delle coppie di poli che costituivano le mete del pendolare annuale? Gli storici hanno proposto una pluralità di dati. Per un'area chiave della pastorizia italiana, la Romagna anticamente appartenente al Granducato di Toscana, le cui pecore migravano, per l'inverno, nella Maremma grossetana, ha proposto una serie di valutazioni Antonio Saltini, che sulla base del rapporto medio nazionale tra animali migranti e stanziali suppone che nella Romagna granducale a metà dell'Ottocento si dovessero attribuire 35.000 capi alle greggi migranti, 105.000 a quelle stanziali. Considerando, peraltro, che la Romagna presentava caratteri che non rispecchiavano la media delle condizioni nazionali, e supponendo che, per l'entità del gregge allevato in ogni podere romagnolo di collina, i poderi il cui gregge fosse più consistente dovessero affidare, in autunno, parte degli animali a “fida” ad un pastore migrante, ha proposto di elevare il numero degli animali transumanti a 50.000. Se, peraltro, le femmine del gregge romagnolo complessivo fossero, come pare verosimile, 100.000, reputandone maggiore la percentuale nelle greggi migranti, costituendo i “castrati” piuttosto produzione poderale, ha proposto di ripartire il totale tra 60.000 pecore stanziali, 40.000 migranti.

### Alpeggio

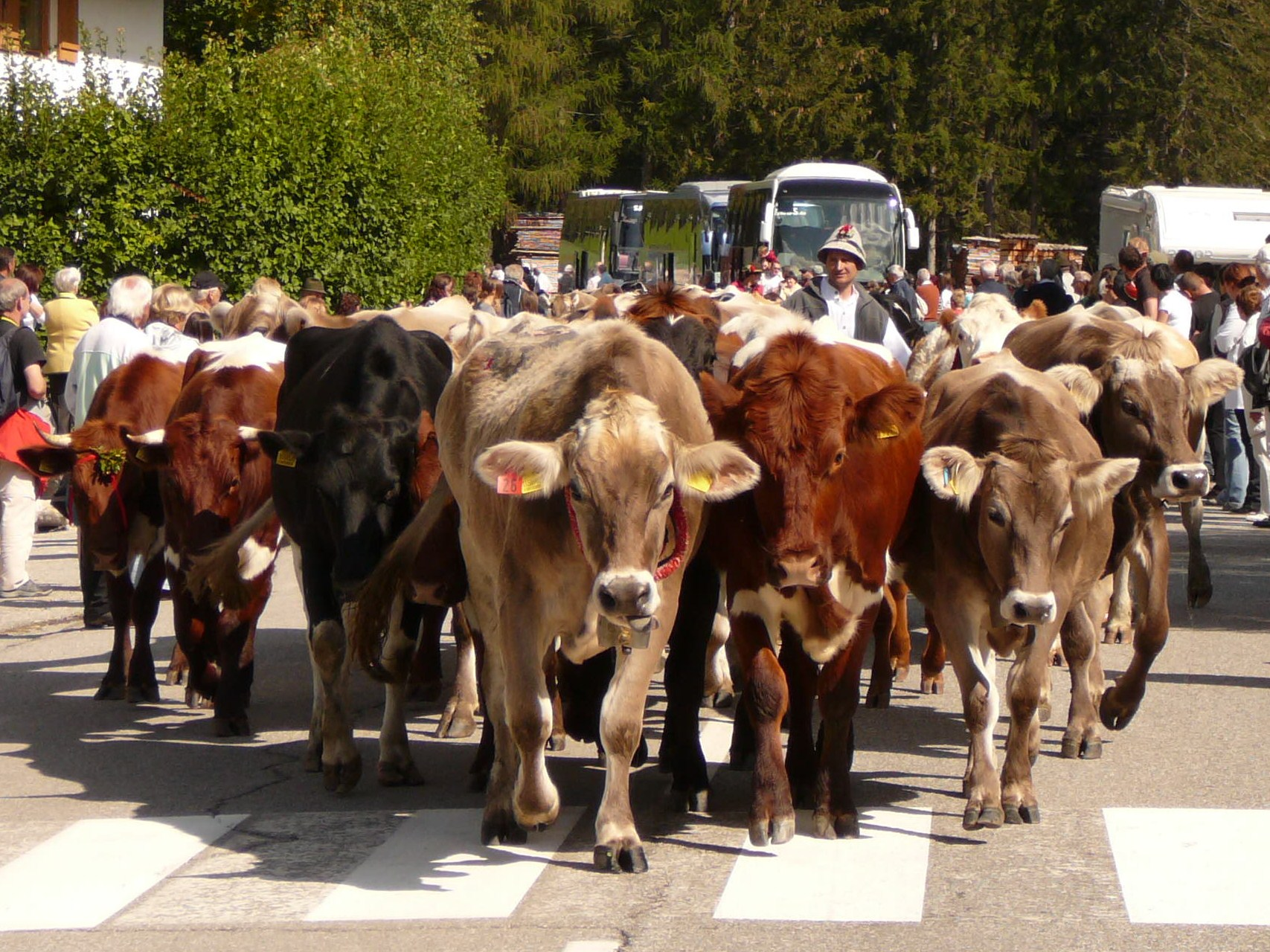
Transumanza di bovini

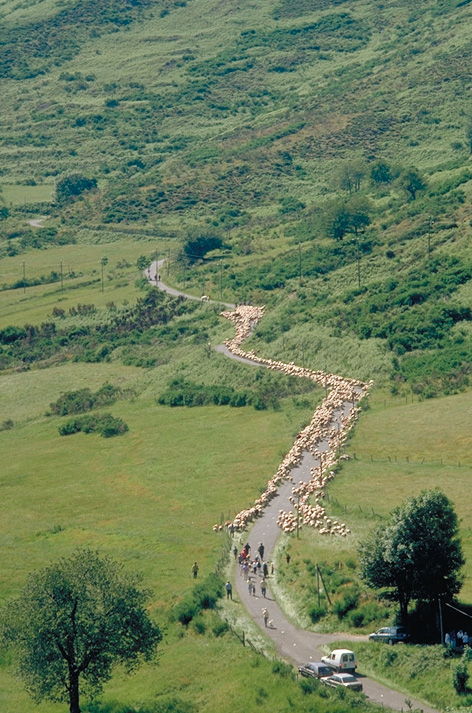
Transumanza in Francia

L'alpeggio è l'attività agro-zootecnica che si svolge in montagna durante i mesi estivi; con il termine malga o alpe si fa riferimento invece all'insieme dei fattori produttivi fissi e mobili in cui avviene l'attività di monticazione (una fase della transumanza): fabbricati, terreni, attrezzature, animali, lavorazione del latte prodotto.

### Transumanza

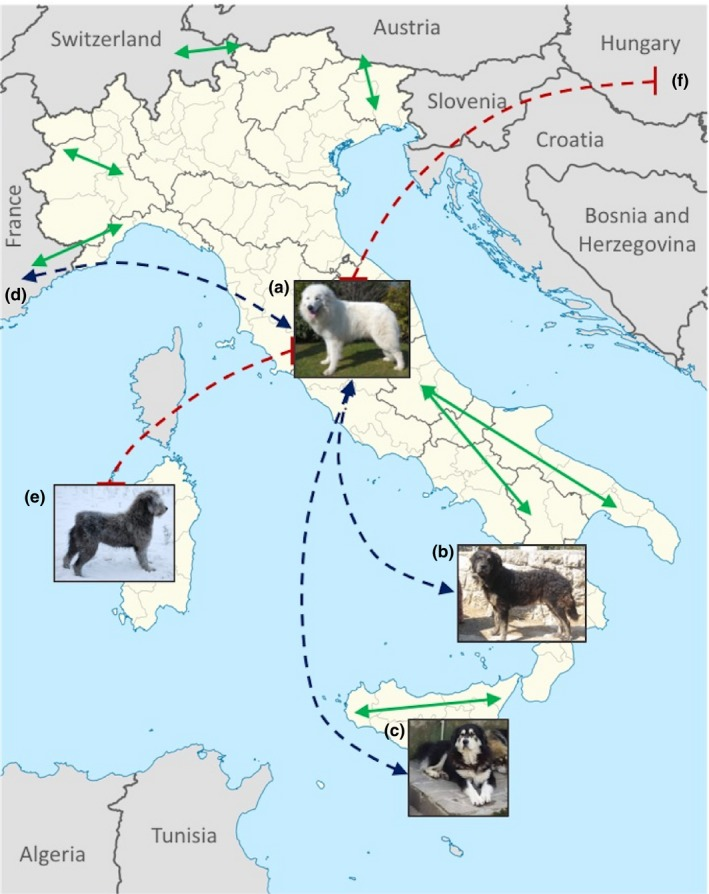
La condivisione dell'aplotipo delle razze italiane di cani guardiane del gregge

Una delle più antiche tradizioni legate alla pastorizia è la transumanza, ossia l'uso di spostare le greggi verso le montagne in estate e verso valle in inverno, spesso spostandosi a piedi per centinaia di chilometri (anche se oggigiorno, specie nei paesi occidentali, si ricorre spesso al trasporto con automezzi, limitando gli spostamenti a piedi a minimi tratti difficilmente praticabili in altro modo nelle parti iniziale e finale del percorso).

## Popoli pastorali
Le economie pastorali spesso nomadi sono diffuse in tutto il mondo in particolare in aree naturali non vocate ad altri usi agricoli, come ad esempio la steppa, la tundra, il deserto. Alcuni popoli pastorali presenti nell'antichità sono estinti o hanno mutato tipo di economia. Breve elenco di popoli pastorali: Indoeuropei, mongoli, unni, kirghisi, uiguri, kitai, xiongnu, masai, beduini, peul, tuareg, tibetani, kazaki, lapponi, samoiedi, ecc..
La popolazione nel mondo dedita a questa attività è stimata in 200 milioni di persone.